# François Bigot
François Bigot (Bordeaux, 30 gennaio 1703 – Neuchâtel, 12 gennaio 1778) è stato un funzionario francese.

## Biografia
Figlio di Louis-Amable Bigot e Marguerite Lombard, dopo aver frequentato la facoltà di diritto a Bordeaux, François, all'età di vent'anni, entrò nell'amministrazione della marina. Nel 1729 diventò commissario ordinario della marina a Rochefort. Sebbene il gioco d'azzardo fosse un vizio comune negli ambienti militari, a Rochefort i superiori di François erano a conoscenza di questa sua passione. Inoltre veniva accusato da alcuni nemici di fare il cicisbeo. Nonostante queste critiche, la sua amministrazione fu metodica e razionale.
Nel 1739 venne nominato commissario finanziario a Louisbourg, nella Nuova Francia. Arrivato a Louisbourg il 9 settembre dello stesso anno assieme al governatore Forant e, desideroso d'impressionare i suoi superiori, prese l'incarico con zelo. Rimise in ordine la contabilità e supervisionò direttamente i dettagli dell'amministrazione. Una delle occupazioni maggiori di commissario fu quella di rifornire di viveri le truppe e la popolazione civile di Louisbourg. Lavorò in armonia con gli altri funzionari, Jacques-Philippe-Urbain Rondeau e Antoine Sabatier. Sebbene Bigot criticasse motivatamente Philippe Carrerot, magazziniere del re, gli permise di restare al suo posto. Fece soltanto un cambiamento in seno al personale, in modo da favorire il suo protetto Jacques Prevost de La Croix. Bigot cercò di tenere relazioni amichevoli con il governatore Forant e, dopo la morte di questi, avvenuta nel 1740, con i suoi successori.
Nel 1745 Bigot fece ritorno in Francia con la speranza di ricevere un incarico prestigioso, ma non venne accontentato e ben presto dovette far ritorno in Nord America. Dopo lo scoppio della guerra tra Francia e Gran Bretagna, nel 1744, Bigot investì forti somme di denaro per finanziare navi corsare.
Nel 1746 preparò con cura la spedizione del duca d'Anville, diretta a riconquistare l'Île Royale, ma fu un fallimento.
Nel 1748 Bigot venne nominato Intendente della Nuova Francia. Come intendente Bigot dovette occuparsi di varie materie come commercio, industria, finanza, polizia e altro ancora, nonché assistere il governatore generale della Nuova Francia. Bigot, in questo nuovo ruolo, diede il meglio proprio nella fornitura di cibo e, nonostante le continue critiche riguardo alla commistione con i suoi interessi personali, riuscì a far sfamare le truppe e i civili nei difficilissimi inverni del 1751–1752, 1756–1757 e 1757–1758.
François Bigot non voleva vivere in Canada, del resto pochi francesi dell'epoca volevano viverci, e cercava di ottenere un posto di prestigio in Francia. Per lui Québec rappresentava una sorta di esilio, come d'altronde era per tutti gli ufficiali superiori dell'epoca quando venivano nominati in avamposti lontani. Questo esilio, e i suoi presentimenti di un disastro imperiale in Nord America, per non parlare della sua propensione alla malversazione, lo demoralizzarono.
Accusato di corruzione, nel 1761 venne arrestato assieme ad altri funzionari. Dopo due anni di prigionia alla Bastiglia, per Bigot nel 1763 arrivò la condanna all'esilio dalla Francia. Trasferitosi in Svizzera, scelse di farsi chiamare François Bar. Visse per qualche tempo a Friburgo, per poi passare a Neuchâtel, dove morì nel 1778.